# Собор Святого Иосифа (Суонси)
Собор Святого Иосифа (англ. St Joseph’s Cathedral) — католический собор епархии Меневии. Находится в городе Суонси в Уэльсе. Посвящён святому Иосифу. В 1987 году собор конца XIX века был включён в список культурного наследия II* степени.

## История
Строительство кафедрального собора святого Иосифа, изначально задумывавшегося как церковь, было инициировано отцом Вулстаном Ричардсом, бенедиктинцем, который переехал в Суонси в 1875 году. Автором проекта был Питер Пол Пьюджин, сын знаменитого архитектора Огастеса Уэлби Пьюджина. В 1987 году проект церкви переделали под собор для епархии Меневии. Возведение продолжалось два года и обошлось в 10 000 фунтов стерлингов. Недостроенная церковь была официально открыта 25 ноября 1888 года.
План здания представляет собой алтарь в апсиде, окруженный боковыми капеллами с семью проходными нефами, многоугольной башней со шпилем в северо-западном углу и двумя крыльцами на западном фасаде. Стены выложены из кирпича с отделкой из батского камня и красного камня Дамфриса на опорах нефа. Собор имеет современную многослойную крышу и парапет с щипецом и завершающим украшением на западной стороне здания над небольшой аркой над ажурным окном.